# پرورش قهوه در سایه

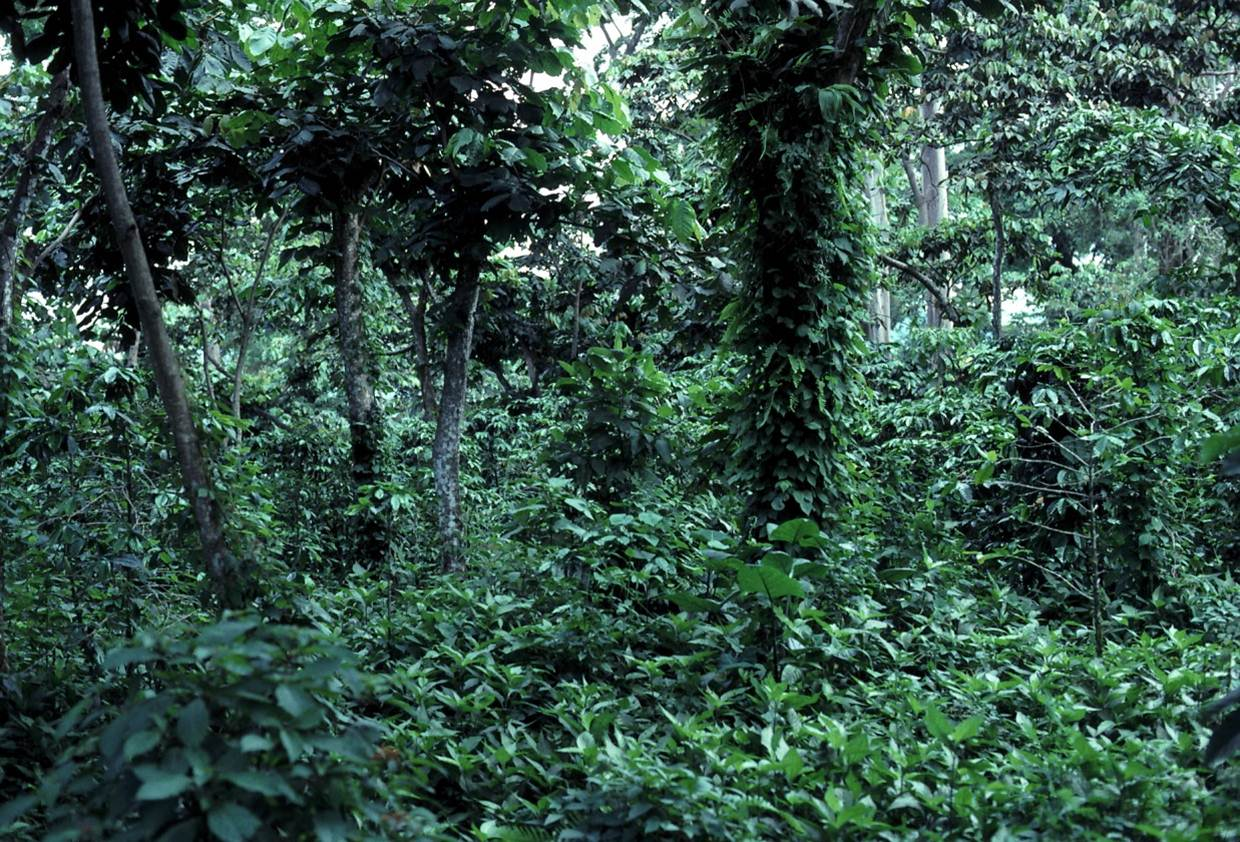
پرورش قهوه در سایه در گواتمالا

پرورش قهوه در سایه (انگلیسی: Shade-grown coffee) تولید نوعی قهوه است که از گیاهان قهوه که زیر سایبان درختان رشد کرده‌اند، به دست آمده است. سایبانی در ابعاد مختلف، برای کشت و پرورش قهوه در سایه، توسط درختان سایه انداز، ایجاد شده است. به خاطر اینکه در این روش، از اصول اکولوژی طبیعی برای ترویج همزیستی با اکولوژیکی طبیعی بهره گرفته می‌شود، پرورش قهوه در سایه می‌تواند به عنوان شاخه ای از کشت پایا یا دارکشت‌ورزی مطرح شود. قهوه تولید شده، می‌تواند تحت عنوان «پرورش یافته در سایه»، برای فروش عرضه گردد.

## پیشینه
قهوه (به خصوص قهوه عربیکا) یک درخت کوچک یا درختچه ای است که در زیراُشکوب جنگل، در محیط طبیعی و بکر آنجا، رشد می‌کند و از دیرباز، قهوه تولید شده‌ای برای عرضه تجاری بود که زیر سایه درختان دیگر، به دست آمده بود. از اواسط دههٔ ۱۹۷۰، به منظور افزایش تولید محصول، نوعی از درختان و درختچه‌های جدید که در مقابل نور آفتاب مقاوم بوده و در برابر وقوع بیماری‌های قارچی، به ویژه در برابر زنگ گیاهی قهوه (Hemileia vastatrix) که توسط نوعی قارچ ایجاد می‌شود، ایمن تر و قویتر شده بودند، تولید شده و رواج یافتند.